# Laura Bates
Laura Bates (Oxford, 27 de agosto de 1986) es una escritora, periodista y activista feminista británica.

## Biografía
Estudió literatura inglesa en el St John's College de Cambridge, graduándose en 2007 en la Universidad de Cambridge. En 2012 creó Everyday Sexism Project, un portal digital que anima a otras mujeres para que puedan denunciar de forma anónima y con total libertad situaciones de sexismo. El proyecto ha sido descrito como uno de los mayores casos de éxito de las redes sociales y se ha extendido por más de veinte países.
Tras el éxito de la iniciativa, Bates publicó Sexismo cotidiano (Capitán Swing, 2014), con el objetivo de inspirar a las mujeres cara a provocar un cambio real, y que llegó a posicionarse como uno de los libros de no ficción más vendidos del año en Reino Unido. En 2015 fue galardonada con la Medalla de la Orden del Imperio Británico. Fue nombrada «Mujer del Año» por The Sunday Times y en 2013 recibió el Ultimate New Feminist Award de la revista Cosmopolitan, entre otros premios.
Bates escribe de forma regular para diferentes medios, como The Guardian, The Independent y la revista TIME. En su labor como activista feminista, forma parte de diversas organizaciones que luchan por los derechos de las mujeres, como Woman Under Siege.